# 分水嶺 (テレビドラマ)
『分水嶺』（ぶんすいれい）は、1977年に放送されていた日本のテレビドラマ。1982年には『過去のない女たち』（かこのないおんなたち）というタイトルでリメイクされ再ドラマ化された。本項ではこの両者について説明する。

## 概要
飲みに誘われてバーに行った主人公が、昔の恋人に似た女を見かける。しかし彼女は5年前に山で遭難死しているはずで、気になってしようがなくなる。そのような、山岳と登山をきっかけに愛が展開するドラマ。
脚本を手掛けた高橋玄洋が本作の原作者となっている。高橋自身、この作品は10年来温めていた素材だったという。1982年には、その高橋自ら『過去のない女たち』というタイトルでリメイクし、2度目のドラマ化がされた。

## あらすじ
井沢良介は北西建設設計課勤務。ある時、大学時代の恩師で北西建設顧問でもある義父の榊原教授から課長昇進内定を聞かされた。しかし、井沢の心はそれでもなぜか晴れなかった。そんな時に、いくらでもツケで酒をおごるということで周りの者を良く飲みに誘う性分の取引先の橘土木社長の橘仙吉に飲みに誘われ、梯子酒の後に、あるバーに連れて行かれた。そこは最近仙吉が情婦に持たせたという店だったが、井沢はそこで橋本芳江というホステスを見掛けて驚きを隠せなかった。井沢にはかつて瀬川阿紀という婚約者がいたが、芳江はその阿紀にそっくりだった。
阿紀のことは10年以上前、井沢が学生だった時に中央線で偶然見掛けたことで一目惚れして知った。阿紀がT女子大の学生だと知った井沢は、同じT女子大の学生で榊原教授の娘の佐智子に仲介役をお願いした。たまたま阿紀と佐智子は親友同士であることもあって、井沢と阿紀はデートを始め、そして愛を深めて婚約に至った。結婚間近のある日に井沢と阿紀と佐智子の3人では甲武信ヶ岳登山に出かけた。ところがその途中で阿紀が崖から転落、それから3日間の捜索の結果阿紀は見つからず、遭難死として処理された。井沢は大切な人を失ったが、その後いつしか佐智子と付き合うようになり、阿紀が死んだとされる日から1年後に2人は結婚。それでも井沢はその阿紀とそっくりな橋本芳江が気になって仕方がなく、ついには芳江にホステスを辞めさせて広尾のマンションに住まわせた。井沢は芳江の過去を調べたが、記憶喪失であった彼女はどこの誰か分からなかった。しかし、阿紀を知る人を訪ね歩いた結果、ほくろの位置が決め手となって、死んだと思い込んでいた阿紀と芳江が同一人物だと判明した。それから井沢は阿紀を連れて、記憶を取り戻すために甲武信ヶ岳など2人の思い出の場所を色々歩き回ったが、阿紀の記憶はなかなか戻らなかった。

## テレビドラマ

### 1977年版
毎日放送の制作により、TBS系列にて1977年9月7日から同年11月30日まで毎週水曜日22:00 - 22:55（JST）の枠で放送された。全13話。
本作のオープニングは以下の字幕からスタートしていた。

#### キャスト
- 井沢良介：近藤正臣
- 瀬川阿紀（橋本芳江）：香山美子
- 井沢佐智子（旧姓：榊原）：梶芽衣子
- 橘仙吉：内田朝雄
- 湯佐平九郎：石浜朗
- 洋子：ロミ・山田
- 春江：片桐夕子
- 尾形：高峰圭二
- 西山：高村玄二
- 吉田：吉田良全
- 時子：吉沢由美子
- ：友加代子
- みな子：井原千寿子
- 野口康友：勝呂誉
- 榊原教授：山村聡（特別出演）
- 澄子：加茂さくら
- 榊原宏子（榊原の妻）：藤間紫

#### スタッフ
- 原作：高橋玄洋
- プロデューサー：財前定生（毎日放送）、加藤哲也（松竹芸能）
- 脚本：高橋玄洋
- 演出：鈴木晴之
- 音楽：渡辺岳夫
- カメラ：川田万里
- 照明：上島忠重
- 音声：宮沢徳次
- 効果：青木勝彦
- 美術制作：鈴木奉一
- 美術デザイン：椎葉禎介
- 化粧：ユミ・ビュアクス
- タイトル：須々木克企
- 演出補：鶴間和夫 他
- 制作補：矢崎敏典 他
- 協力：東通
- 技術：島崎孝雄
- ロケーション協力：奥秩父 大滝村
- 山岳指導：千島兼一
- 衣装協力：エマ、鈴乃屋
- デザイナー：小泉陽子
- ナレーター：井上孝雄
- 製作：松竹芸能、毎日放送

#### 主題歌
- 「追想」（歌：ヒデとロザンナ）
  - 作詞：松任谷由実／作曲：出門英／編曲：東海林修

### 1982年版
本作を原作としてリメイクされ、「過去のない女たち」のタイトルで『金曜ミステリー劇場』（毎週金曜 21:00 - 21:55 （JST）の枠で1982年7月30日から同年8月27日まで放送された。全5話。
井沢良介は、本作では精神神経科助手という設定に変更されている。

#### キャスト
- 榊原佐智子：池上季実子
- 榊原（父）：長門裕之
- 榊原宏子（母）：朝丘雪路
- 井沢良介：北詰友樹
- 井沢仙吉（父）：名古屋章
- 井沢信子（母）：初井言榮
- 橋本芳江：高樹澪
- 野口康友：奥田瑛二
- ：戸川純
- 湯浅：井上純一
- 加代：赤座美代子

#### スタッフ
- 原作：高橋玄洋（「分水嶺」より）
- プロデューサー：野添和子、福富京子、中間正茂、山本典助（TBS）
- 脚本：高橋玄洋
- 監督：國原俊明
- 制作：大映テレビ株式会社、TBS

#### 主題歌
- 高樹澪『ダンスはうまく踊れない』[2]
（作詞・作曲：井上陽水、編曲：チト河内　キャニオン・レコード）

#### サブタイトル
- 1982年7月30日「幽霊」
- 1982年8月6日「疑惑」
- 1982年8月13日「復讐」
- 1982年8月20日「悪魔」
- 1982年8月27日「女体」

## 書籍
- 分水嶺（高橋玄洋 著、三笠書房 1977年刊）
- 分水嶺 過去のない女たち（高橋玄洋 著、三笠書房 1982年刊）